# كاتسوهيرو أوتومو
كاتسوهيرو أوتومو هو مانغاكا ياباني ولد في 14 أبريل 1954 أشتهر بمانغا أكيرا.حصل على وسام الفنون والآداب الفرنسي في 2005.